# Cantinflas

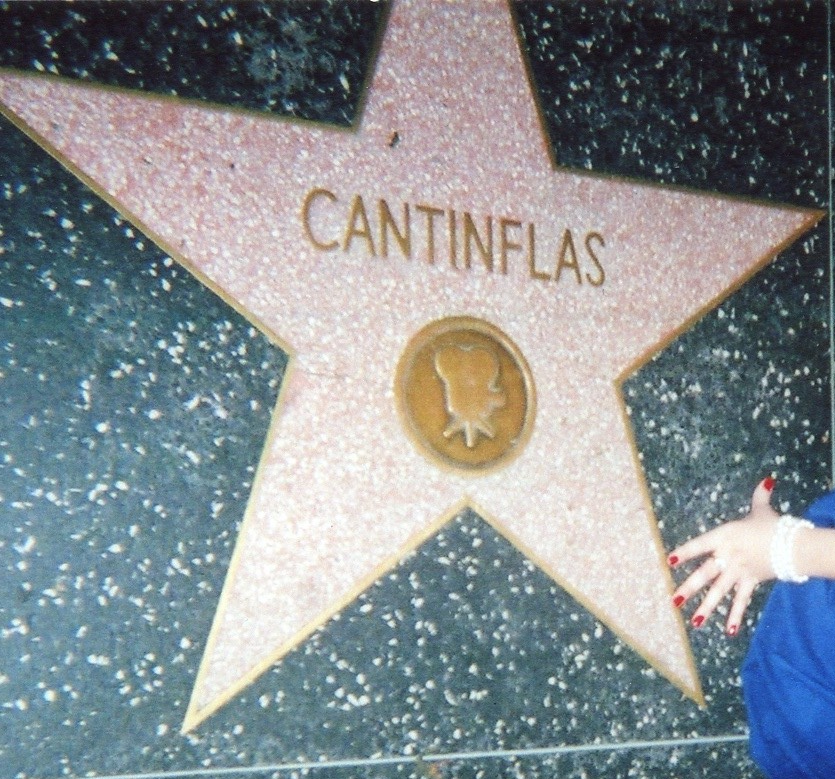
Cantinflas op de Hollywood Walk of Fame.

Mario Moreno Reyes (Mexico-Stad, 12 augustus 1911 - aldaar, 20 april 1993), beter bekend als Cantinflas, was een Mexicaanse komiek, toneelspeler, acteur, zanger en producent. 
Catinflas speelde in meer dan 55 Mexicaanse en Amerikaanse films. Internationaal werd hij het bekendst met zijn rol als Passepartout in een verfilming van Jules Vernes Reis om de wereld in 80 dagen. In Mexico is hij het bekendst wegens zijn vertolkingen van de pelado, de archetypische arme inwoner van Mexico-Stad. Zijn stijl wordt vaak vergeleken met die van Charlie Chaplin, door wie Cantinflas eens "de grappigste man ter wereld" is genoemd.
Hij was getrouwd met actrice Valentina Ivanova met wie hij een kind (dat mogelijk een buitenechtelijke zoon van Cantinflas was) adopteerde. In 1993 overleed hij aan longkanker. Hij ligt begraven in de 'rotonde van illustere mannen' in het Panteón de Dolores in Mexico-Stad.

## Filmografie
- El barrendero (1982)
- El patrullero 777 (1978)
- The Great Sex War (1969)
- Un Quijote sin mancha (1969)
- Agente XU 777 (1963)
- Pepe (1960)
- Around the World in Eighty Days (1956)
- El señor fotógrafo (1953)
- El supersabio (1948)
- Gran Hotel (1944)
- Romeo y Julieta (1943)
- El circo (1943)
- El gendarme desconocido (1941)
- El signo de la muerte (1939)

- Bibsys: 4098671
- Biblioteca Nacional de Chile: 000787887
- Biblioteca Nacional de España: XX4578958
- Bibliothèque nationale de France: cb139307371 (data)
- Catàleg d'autoritats de noms i títols de Catalunya: 981058509164006706
- CiNii: DA1681434X
- Gemeinsame Normdatei: 122741382
- International Standard Name Identifier: 0000 0004 3984 4710
- Library of Congress Control Number: n83122227
- National Central Library: 016516423
- Nationale Bibliotheek van Israël: 987007425414405171
- ORCID: 0000-0002-2876-0162
- Istituto Centrale per il Catalogo Unico: RAVV327365
- SNAC: w6k64qbv
- Système universitaire de documentation: 070183201
- Virtual International Authority File: 14961296